# سد گتوند
سدّ گُتوَند بالا، یکی از بزرگ‌ترین سدهای موجود در ایران و بر روی رودخانه کارون است. این سد در فاصله ۳۸۰ کیلومتری از ریزشگاه رودخانه کارون، ۲۵ کیلومتری شمال شوشتر و ۱۰ کیلومتری شهر گتوند در استان خوزستان قرار دارد. این سد آخرین سد قابل احداث بر روی رودخانه کارون است. دریاچه این سد با مخزن ۴ میلیارد و ۷۰۰ میلیون مترمکعبی خود دومین دریاچه مصنوعی بزرگ کشور (پس از سد کرخه) است. نظرات موافق و مخالف بسیاری در مورد این سد ارائه شده است. برخی آن را شاهکار مهندسی و بهبود دهنده کیفیت آب رود کارون در میان و بلند مدت و برخی آن را فاجعه و بمب نمکی ساعتی دانسته‌اند.
در زمان آبگیری سد گتوند علیا ادعاهای گوناگونی مبنی بر شور کردن آب رود کارون توسط آن منتشر شد که باعث نگرانی‌های گسترده و در نتیجه تعویق چندباره زمان آبگیری آن شد. پس از آبگیری و مخصوصاً در چند سال اول برخی تحقیقات کاهش کیفیت و افزایش شوری در نتیجه احداث این سد را بیان کردند و برخی مسئولان ارشد دولت حسن روحانی نیز اظهاراتی مبنی بر افزایش شوری رود کارون بخاطر این سد بیان کردند. در نهایت مؤسسه آب دانشگاه تهران مسئول بررسی موضوع شد و در دو گزارش که مورد آخر در سال ۱۴۰۰ بود، بیان کرد.
در سال اول بعد آبگیری این سد، شوری و املاح آب رودخانه در مقطع احداث سد ۲۵٪ نسبت به قبل از احداث افزایش یافته و آن را به احداث این سد نسبت دادند که این میزان معادل تأثیر حدود ۱٫۵ درصدی این سد بر افزایش شوری کارون در مقطع اهواز در پایین دست بوده است که نشان می‌دهد در بدترین سال نیز این تأثیر ناچیز بوده و عوامل دیگری نقش اصلی شوری آب پایین‌دست کارون داشته‌اند. طبق این گزارش، در دو سال بعد این تأثیر بر افزایش شوری آب کاهش یافته و در پایان سال سوم به صفر درصد می‌رسد و از آن سال به بعد تأثیر سد بر کیفیت آب رودخانه، افزایش کیفیت بوده، به طوری که اگر این سد احداث نمی‌شد، در سال ۱۴۰۰ در محل احداث این سد شاخص زمانی کیفیت آب ۶۳ واحد (۹٫۴ درصد) بدتر از شرایط احداث شدن می‌بود. این بهبود کیفیت آب نسبت به شرایطی طبیعی رودخانه با مدیریت مخزن به شکل زمان‌بندی کیفیت و کمیت آب رهاسازی شده از ۵ دریچه تخلیه آب آن که در ترازهای مختلف قرار دارند انجام شده که رهاسازی آب با کیفیت کم موجود در کف مخزن سد در روزهای سیلابی هر سال به سمت دریا انجام شده و کیفیت آب رهاسازی شده در سایر روزهای سال تغییر داده نشده یا افزایش یافته و در مجموع شاخص زمانی کیفیت آب رهاسازی شده از این سد افزایش یافته. بر این اساس متولیان احداث و بهره‌برداری می‌گویند سد گتوند آب کارون را در طول سال شیرین می‌کند. همچنین در این گزارش دلایل اصلی افزایش شوری آب رود کارون در پایین دست این سد بررسی شده و بیان می‌شود فقط پساب صنعت و کشاورزی نیشکر خوزستان عامل ۷۰٪ افزایش شوری این رودخانه است.
در این بررسی دانشگاه تهران تأثیر خشکسالی در نصف شدن آورد آب رودخانه کارون از سال ۱۳۸۶ به بعد (۳ سال قبل از آبگیری سد گتوند) بر کاهش کیفیت آب رودخانه در نظر گرفته نشده بود و تأثیر سد را با فرض ثبات شرایط بلند مدت کیفیت آب ورودی به مخزن سد گتوند در نظر گرفته بودند؛ لذا شرکت توسعه منابع آب و نیروی ایران و شرکت‌های مهندس مشاور نتایج برآورد دانشگاه تهران را دور از واقعیات دانستند و نپذیرفتند. بعداً برخی تحقیقات اثر سد گتوند بر کیفیت آب خروجی از این سد را با در نظر گرفتن اثر کاهش ۵۱ درصدی دبی کارون از سال ۱۳۸۶ به بعد بررسی کرده و نشان دادند در ۳ سال‌های اولیه بعد آبگیری سد نیز تغییر معنی داری در کیفیت آب خروجی از مقطع احداث آن نسبت به حالت ساخته نشدن سد گتوند وجود نداشته.
در سال ۱۴۰۰ حجم آب شور جمع شده در کف مخزن سد گتوند به کمتر از ۴٪ حجم مخزن کاهش یافته که در انتظار آمدن سیلاب‌های شدید و رهاسازی آن به سمت دریاست و وجود همین میزان، مسئله وجود آب شور در کف مخزن این سد را حل نشده باقی گذاشته. این مسئله دلیل برخی برای نسبت دادن عنوان «بمب ساعتی نمک» به این سد بوده است؛ اگرچه این آب در کف دریاچه این سد در حجم غیرقابل خروج از مخزن آن در صورت وقوع حوادث پیش‌بینی نشده و متحیر العقول که سد تخریب شود قرار دارد و خطری قریب‌الوقوع نیست ولی تا پیش از پایان عمر مفید این سد باید علاج شود. بعد از انحلال کامل سازند گچساران داخل مخزن سد گتوند، تحقیقات نشان داد تنها ۳۹٪ از شوری آب مخزن سد گتوند به علت انحلال سازند گچساران داخل مخزن سد و مابقی شوری به‌علت حجم املاح درون رواناب ورودی بالادست به مخزن سد است که در کف آن جمع شده است.

## اهداف ساخت سد
اهداف ساخت این سد شامل: نیاز به ساخت مخزنی بزرگ در پایین‌دست کارون برای اینکه سدهای بالادست بدون نگرانی از دست رفتن ذخیره آبی دشت خوزستان بتوانند به رهاسازی و تولید برق بپردازند، کنترل سیلابهای فصلی و مخرب کارون و تنظیم آب کشاورزی پایین‌دست اعلام شده است. اهداف گردشگری نیز برای ساخت این سد اعلام‌شده است.

## تاریخچه و پیشینه
- دهه ۴۰ شمسی محور یابی با شرکت هارزای آمریکا و فرمانفرمایان ایران، صرفاً با بررسی پتاسیل تولید انرژی برقابی، تعیین و امکان یابی ۶ محور مناسب در مطالعات اولیه برای احداث سد که دو محور پیشنهادی پایین دست محل فعلی سد گتوند و چهار محور پیشنهادی بالادست محل فعلی است. در این مطالعات هیچ بررسی زمین‌شناسی و انتخاب محل مشخصی برای احداث سد انجام نشده بود.[۲۶]
- دهه ۵۰ شمسی شرکت «موننکوی» کانادا در مطالعات جدیدی چهار محور را انتخاب کرد. دو محور بالادست و دو محور پایین دست محل فعلی سد.
- دهه ۶۰ شمسی شرکت «لامایر» آلمان در مطالعاتی سه محور انتخاب کرد که دو محور در بالادست و یک محور پایین دست محل فعلی سد.
- در سال‌های ۱۳۶۵–۱۳۶۸ شرکت «مُشانیر» ایران، «کایتک» چین و «لامایر» آلمان به صورت ترکیبی مطالعاتی انجام و محور کنونی به عنوان بهترین محور ساخت سد گتوند انتخاب شد.

محور فعلی سد گتوند در سال ۱۳۶۸ توسط مشارکت مشانیر- لامایر تعیین شده است. در آن زمان کارفرمای پروژه سازمان آب و برق خوزستان بوده و از مشاور خواسته بود که به عنوان تخفیف در قیمت پروژه طراحی سد گدارلندر، که مشاور برنده آن شده بود، مطالعات اولیه سد گتوند را رایگان انجام دهد. در مطالعات مهندسان مشاور مشانیر-لامایر در سال ۱۳۶۸ و تا آن زمان به بحث انحلال نمک پرداخته نشده است و گنبد نمکی عنبل کشف نشده بود. صرفاً در یکی از گزارش‌ها و در حد یک پاراگراف آمده است که با توجه به وجود دو معدن نمک که پس از احداث سد داخل مخزن قرار می‌گیرند، باید اثرات منفی احتمالی آن بررسی شود.
- سال ۱۳۷۶ شروع عملیات اجرایی طرح همزمان با شروع مطالعات مرحله دوم و ورود شرکت مهاب قدس به پروژه.[۲۸]
- اردیبهشت سال ۱۳۸۲، عملیات انحراف آب با حفر تونل‌های انحراف و به دنبال آن عملیات حفاری نیروگاه.
- سال ۸۳ شروع عملیات خاکریزی بدنه سد.
- مرداد ۱۳۹۰ افتتاح برای بار اول و اردیبهشت ۱۳۹۲ افتتاح برای بار دوم.[۲۹][۳۰]

## انتقادها به طرح و پاسخ‌ها

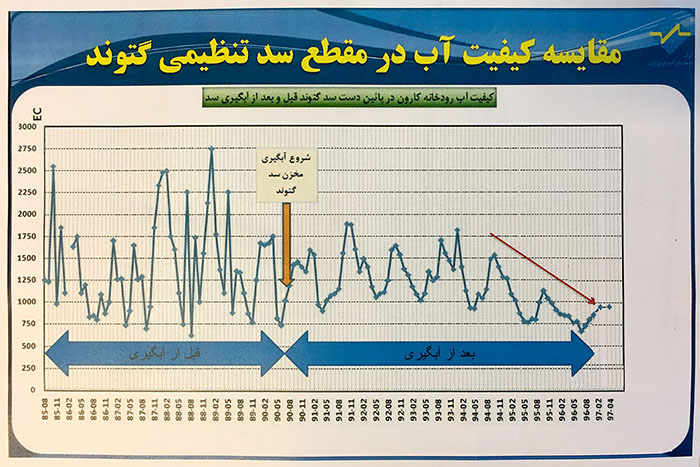
نمودار تغییرات کیفیت شوری آب رود کارون در محل خروجی سد گتوند و ایستگاه اندازه‌گیری گتوند (طبق داده‌های وزارت نیرو). داده‌های مربوط به کیفیت آب دریاچه و خروجی سد گتوند تا سال‌ها بعد از آبگیری به صورت مستقل توسط ۴ نهاد شرکت توسعه منابع آب و نیروی ایران (زیرمجموعه وزارت نیرو)، سازمان حفاظت محیط زیست، بازرسی کل کشورو آب و برق خوزستان پایش و ثبت شده است و علاوه بر آن دانشگاه‌ها و محققان مستقل، مانند مؤسسه آب دانشگاه تهران نیز اینکار را انجام داده‌اند. کلیه این داده‌ها توسط شرکت آب و برق خوزستان یا سایر نهادها در اختیار عموم قرار می‌گیرد.

یکی از مهم‌ترین چالش‌های ایجاد شده پیرامون این سد، بحث وجود گنبدها و رگه‌های نمکی و گچساران در اطراف محل آبگیری سد است که پس از آبگیری سد به زیر آب رفته و می‌تواند منجر به انحصال مواد معدنی انحلال پذیر و شوری آب این سد شدند. وجود گنبد نمکی و کچی اصلی مشهور به گنبد نمکی عنبل و مشخصات آن (حجم مواد انحلال پذیر آن) در مطالعات مرحله اول مکان‌یابی و قبل از شروع به ساخت سد کشف نشده بود. شوری رود کارون و آب آشامیدنی و کشاورزی شهرها و روستاهای پایین دست و تأثیر ساخت این سد بر آن از بزرگ‌ترین بحث‌ها و اختلاف نظرها پیرامون ساخت سد گتوند بوده است. بنا به گفته مدیران و مهندسان ساخت این سد در سال هشتم بعد از آبگیری، با توجه به تجربیات کسب شده در این سال‌ها، همین محل انتخاب شده بهترین نقطه برای ساخت این سد بوده و مدیریت مخزن و آبگیری اولیه سد را می‌شد بهتر انجام داد.

### جانمایی سد بر روی گنبد نمکی سازند گچساران
محمدجواد عبداللهی، رئیس سابق دانشکده زمین‌شناسی دانشگاه شهیدچمران اهواز، در مصاحبه‌ای بیان کرد که ۲۰ سال قبل از آنکه جانمایی سد گتوند در سال ۶۸، آمریکایی‌ها پیشنهاد داده بودند ۲۰ کیلومتر بالاتر از مخزن فعلی، سد گتوند احداث شود اما در آن سال‌ها مدیران شرکت مدیریت منابع آب و نیروی ایران بر این باور بودند که آمریکایی‌ها چون می‌خواستند مخزن سد کوچک باشد، این اختلاف مکانی را مطرح کردند، لذا تصمیم‌شان بر این شد که دریاچه سد درست بر روی گنبدهای نمکی گچساران جانمایی شود. عیسی کلانتری، رئیس سابق سازمان حفاظت محیط زیست، معتقد است که مجریان پروژه سد گتوند به خاطر اجرای آن باید محاکمه شوند. وی می‌گوید: «پیش از انقلاب، آمریکایی‌ها سد گتوند را از نظر زیست‌محیطی بررسی و محل احداث سد را ۱۵ کیلومتر بالاتر تعیین کردند. بعد از انقلاب در بررسی‌های صورت گرفته، مسئولانی که طرح را بررسی کردند، گفتند که آمریکایی‌ها می‌خواستند مخزن سد کوچک باشد به همین دلیل جای آن را نادرست تعیین کردند. به همین دلیل مکان سد را جابه‌جا کردند و قرار شد در جای جدید ساخته شود. جای جدید سد انتقادهای بسیاری را با خود همراه کرد؛ زیرا در نزدیکی آن گنبدی نمکی قرار داشت. شرکت زیرمجموعه وزارت نیرو در دولت احمدی‌نژاد اعلام کرد که روی تپه نمکی نزدیک سد پتوی رسی کشیده می‌شود، تا مشکل حل شود.» او در جمع دانشجویان دانشکده جغرافیای دانشگاه تهران و فعالان محیط زیست در ادامه با اشاره به این‌که پتوی رسی فایده‌ای نداشت و حالا آب پشت سد به‌حدی شور شده که نمی‌توان برای آن کاری کرد، گفت: «شوری آب زیر سد، ۵/۵ برابر شوری آب خلیج‌فارس است؛ اگر قرار باشد سد دور زده شود، ۸ سال طول می‌کشید و در این مدت محیط زیست خوزستان خسارت بسیاری خواهد دید و اراضی آن از بین می‌رود. به همین دلیل، به نظر من مجریان این پروژه به خاطر اجرای آن باید محاکمه شوند.» مهدی قمشی استاد دانشگاه چمران اهواز و مشاور سابق استاندار خوزستان در امور آب می‌گوید اگر فقط ۹ کیلومتر مخزن سد گتوند جابه‌جا می‌شد، هیچ‌یک از این مشکلات پیش نمی‌آمد و فقط حجم مخزن سد اندکی کاهش می‌یافت. وی بیان داشت که در ساخت سد گتوند ملاحظات زمین‌شناسی به درستی مورد توجه قرار نگرفته است.
در مورد این ادعای عیسی کلانتری، محمدعلی بنی‌هاشمی، عضو هیئت علمی و رئیس وقت مؤسسه آب دانشگاه تهران و متولی تیم تحقیق دربارهٔ سد گتوند در پاسخ به ادعای تعیین محل برای احداث سد گتوند توسط مشاوران آمریکایی و سایرین می‌گوید دستور کار مطالعات مشاوران آمریکایی هارزا (۱۹۶۷)، فرانسوی موننکو (۱۹۷۵) و کانادایی ایکرز (۱۹۸۲) امکان‌سنجی تولید انرژی برقابی از طریق احداث سدهای مختلف روی کارون بوده و صرفاً محورهایی دارای پتاسیل تولید انرژی برقابی، برای بررسی بیشتر، پیشنهاد کرده بودند؛ لذا این گزاره که آمریکایی‌ها قبلاً محل سد گتوند را ۱۴ یا ۲۰ کیلومتر بالاتر از محل فعلی تعیین کرده بودند، نادرست است. مشکات، مهندس زمین‌شناس شرکت مهاب قدس و عضو تیم تهیه‌کننده نقشه زمین‌شناسی سد (که بعد از تعیین محور فعلی سد و شروع ساخت وارد پروژه شدند) بیان کرد که تیم طراحی آن‌ها از مشکل واقع شدن دریاچه سد در حاشیه و روی توده سنگ‌ها و رخنمون‌های تبخیری و نمکی عنبل (از ابتدایی که وارد پروژه شدند) آگاهی داشت و ادامه می‌دهد که از نظر زمین‌شناسی هیچ نقطه دیگری در بالادست محور فعلی سد وجود نداشت که بتوان با این مشخصات (مخزنی با حجم قابل قبول مخزن) بتوان سدی ساخت که توجیه داشته باشد و از آنجا که ساخت سدی مخزنی در پایین‌دست سدهای مخزنی کارون و بالادست جلگه خوزستان ضروری بود، بیان می‌کند که با وجود چالش گنبد نمکی عنبل، این چالش با مدیریت مخزن به شکل تخلیه کنترل شده لایه‌های آب خروجی از مخزن سد و تنظیم EC آب خروجی و استفاده از سیلاب‌ها برای تخلیه شورابه‌های ناشی از آبگیری سد که در کف مخزن تجمع می‌یابند قابل مدیریت بود. او می‌گوید اگر امروز (۱۰ سال بعد از آبگیری) دوباره با اطلاعات امروز به او بگویند محور و مکانی برای ساخت این سد انتخاب کن و تمام اطلاعات این سال‌ها را داشته باشد، باز همین نقطه انتخاب شده را برای ساخت سد گتوند مناسب است و برمی‌گزیند، پس از نظر زمین‌شناسی، مکان انتخاب شده برای احداث سد گتوند بهترین گزینه قابل انتخاب بوده و باید مشکلات را در نحوه آبگیری و رهاسازی شورابه‌ها در سال‌های اول بعد آبگیری جست.
به گفته ناصر کامجو، مدیر اجرای پروژه ساخت سد گتوند، قبل از آبگیری سد ستاد بحرانی در استانداری خوزستان برای مدیریت بحران قطع شدن جریان طبیعی آب کارون در ساعات اولیه بعد از آبگیری برگزار شد که نتیجه این بود که به دلایل گوناگون تنها ۱۸ ساعت توان تحمل قطع شدن دبی طبیعی رود کارون وجود دارد، در نتیجه (با توجه به وجود بند تنظیمی گتوند در پایین دست، برنامه‌ریزی انجام شد که در مدت ۲۰ ساعت، ۵۰ متر ارتفاع آب در پشت سد افزایش و آبگیری و رهاسازی انجام شود و برای این منظور در زمان آبگیری دریچه‌های سرریز سد شهید عباسپور و سد مسجد سلیمان را بازگردند و آب با دبی ۴۰۰۰ تا ۵۰۰۰ مترمکعب بر ثانیه وارد سد گتوند شد، در نتیجه این دبی سیلابی طبیعی بود که با این جریان آب ممکن است خاکریز و پتوی رسی کار شده کمی شسته شود و این غیرطبیعی نبود، اما متأسفانه منتقدان این واقعیات را لحاظ نمی‌کنند. کامجو می‌گوید: «پس طبیعی است که عبور جریان شدید آب از مجاورت خاکریز ایجاد شده (پتوی رسی) ترک‌هایی را در خاکریز ایجاد کرده باشد؛ اما مطلقاً شکستی در کار نبوده است و مستندات آن وجود دارد که در هر مرحله از آبگیری، خاکریزی ما در چه ترازی است.»

### اثر سد گتوند بر شوری رود کارون
از پیش از زمان آبگیری سد گتوند و پس از آن نقدهایی نسبت به شور کردن آب رود کارون توسط دریاچه این سد به دلیل واقع شدن بر سازند گچساران و مجاورت با کوه‌های نمکی منتشر شده است. این نقدها باعث نگرانی‌های گسترده و در نتیجه تعویق چندباره زمان آبگیری آن شده بود.
مهدی قمشی استاد مهندسی آب دانشگاه شهید چمران اهواز می‌گوید که سد گتوند مثل یک بمب ساعتی عمل خواهد کرد. وی اعلام کرد آب موجود در لایه‌های پائین این سد شورتر از آب خلیج‌فارس شده و میزان شوری یا EC لایه‌های پائین مخزن این سد در سال ۱۳۹۲ به رقمی معادل ۱۸۵ هزار واحد رسیده است. قمشی می‌گوید در مراحل ابتدایی ساخت سد گتوند به هشدار کارشناسان مبنی بر برخورد دریاچه سد به معادن نمک در پنج تا ۹ کیلومتری آن بی‌اعتنایی شد که نتیجه آن شور شدن تدریجی آب دریاچه این سد و رود کارون است.

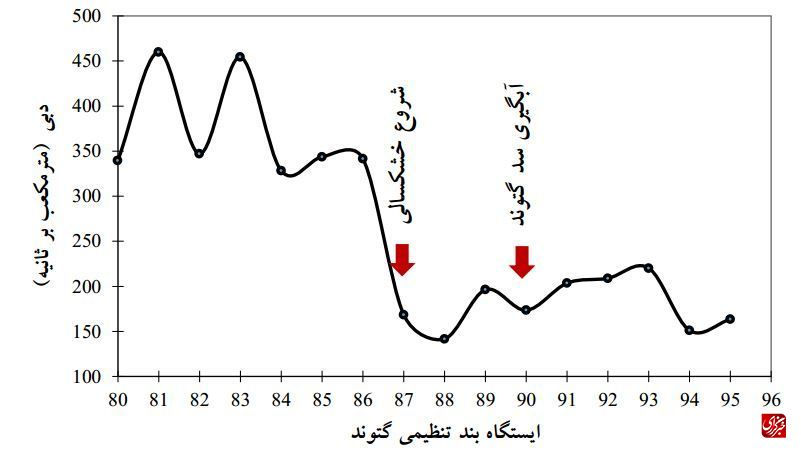
دبی رودخانه کارون در خروجی محل احداث سد گتوند (ایستگاه بند تنظیمی گتوند)

همچنین بر اساس مطالعات مؤسسه آب دانشگاه تهران، در صورت عدم احداث سد گتوند متوسط شاخص کیفیت آب (TDS) در شهر گتوند ۷۳۲ می‌بود. اما پس از حدود ۱۱ سال از بهره‌برداری این سد، متوسط TDS خروجی سد گتوند از ۶۷۰ کمتر شده است یعنی با توجه به توزیع زمانی و فصلی، کیفیت آب پایین دست سد، بهتر از زمان قبل از احداث سد شده است. همچنین طبق مقاله‌ای بر مبنای آمار وزارت نیرو بررسی شوری آب از سال ۱۳۸۰ تا ۱۳۹۵ در محل سد گتوند نشان داد که کیفیت آب در محل سد
تنظیمی گتوند تغییر ملموسی نسبت به شرایط قبل از آبگیری نداشته است. همچنین با تأیید افزایش شدید املاح در آب رودخانه طی این سالها، آن را به کاهش شدید جریان
رودخانه که از سال آبی ۱۳۸۶–۱۳۸۷ یعنی سه سال پیش از آبگیری سد شروع شد و ورودی پساب‌ها نسبت داده است.

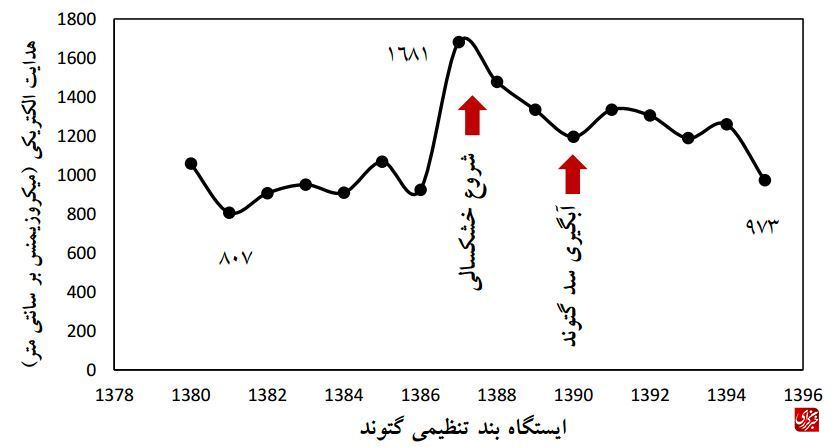
هدایت الکتریکی و شوری آب رود کارون در خروجی محل احداث سد گتوند (ایستگاه بند تنظیمی گتوند)

امین حسین رحیمی عضو شورای اداری استانداری خوزستان نیز وضعیت شوری مخزن سد را نامناسب و آمارهای اعلام شده از سوی مجری طرح را نادرست می‌داند وی می‌گوید میزان شوری آب پشت سد گتوند به شکل قابل ملاحظه‌ای افزایش یافته و ۱۵ تا ۲۵ درصد از میزان شوری رودخانه کارون متأثر از سد گتوند است. ۳ سال پس از آبگیری سد ای‌سی آب پشت دریاچه سد گتوند بین ۱۸۰۰ تا ۲۲۰۰ میکروموس بر سانتی‌متر مربع است. وی می‌افزاید مطالعاتی که روی داده‌های آماری یک سال سد گتوند علیا که برای نخستین بار و به صورت مستقل انجام شده نشان می‌دهد که در این یک سال (از بهمن ۹۰ تا اسفند۹۱) تجمع شوری در سد گتوند ثابت نبوده و مرتب رو به افزایش است و مقدار نمک تجمع یافته در مخزن سد گتوند در این یک سال بیش از دو برابر شده است. وی وزن نمک ذخیره شده در آب مخزن در انتهای سال ۹۰ را حدود ۳/۳ میلیون تن بوده و در پایان سال ۹۱، ۸/۷ میلیون تن اعلام‌کرد.
در مورد شوری آب کارون گزارشی در مورد کیفیت آب در شهر شوشتر در پایین دست سد گتوند انجام شده است. در این گزارش مردم شهر شوشتر اطهار داشته‌اند پس از آبگیری این سد، آب آشامیدنی شهر شوشتر که قبل از آبگیری سد کیفیت بسیار عالی داشت، دیگر قابل آشامیدن نیست، باغهای مرکبات از بین رفته‌اند و مردم مجبورند آب را از فروشگاه‌ها بخَرند یا دستگاه نمک‌زدایی خانگی نصب کنند. مهندس چهارمحالی رئیس وقت اداره میراث فرهنگی شوشتر نیز اعلام کرد پس از آبگیری سد گتوند اثر شوری بر دیواره آثار تاریخی سازه‌های آبی شوشتر که میراث جهانی یونسکو می‌باشد، شکل گرفته است. برخی بررسی‌های میدانی خبرنگاران از محل خروج آب از سد گتوند تا پایین دست تا اهواز نشان می‌دهد هدایت الکتریکی و شوری آب در خروجی سد مطلوب و بدون تغییر محسوس با قبل از آبگیری است ولی طبق بررسی میدانی خبرنگار روزنامه خراسان در سال ۱۴۰۰، به دلیل توسعه صنعت و کشاورزی بعد از احداث این سد و ریخته شدن مستقیم پساب شور آن‌ها به رود کارون، هدایت الکتریکی آب این رود که در خروجی سد گتوند ۱۰۲۴ میکرو ماوس بر سانتی‌متر مربع بوده در محل شهر اهواز به بالای ۵۰۰۰ میکرو ماوس بر سانتی‌متر مربع می‌رسد.
از سوی دیگر طبق آمار اعلام شده از سوی وزارت نیرو، عامل اصلی تغییر وضعیت شوری کارون در اثر ساخت سد گتوند نبوده است و عامل اصلی نزدیک به نصف شدن آورد آب کارون از سال آبی ۱۳۸۷–۱۳۸۶ و همچنین افزایش چشمگیر مساحت کشاورزی و صنایع بعد از ساخت سد گتوند در پایین دست این سد بوده که این صنایع با مدیریت نکردن پساب شور خود، آن را بدون تصفیه مستقیم به کارون ریخته‌اند. سازندگان سد و برخی مقالات که بر مبنای آمارهای رسمی دولتی تهیه شده‌اند بیان کرده‌اند که این سد هیچ تأثیری بر افزایش شوری آب کارون نگذاشته و اهداف مدلسازی پیش‌بینی آینده سد در مورد کنترل کیفیت آب خروجی بهتر از پیش‌بینی طرح محقق شده‌اند. مشکات، مهندس زمین‌شناس شرکت مهاب قدس و عضو تیم تهیه‌کننده نقشه زمین‌شناسی سد می‌گوید نتایج کیفیت آب خروجی از سد گتوند بعد از ساخت از مدلسازی‌های مدیریت مخزن سد گتوند که قبل از آبگیری سد پیش‌بینی شده بهتر انجام شد و EC آب رهاسازی شده در ۱۰ سال اول بهره‌برداری همواره به‌صورت ثابت طبق طرح مدیریت شد.

### موضوع پتوی رُسی روی گنبد نمکی
عیسی کلانتری، رئیس سابق سازمان حفاظت محیط زیست می‌گوید «جای جدید سد انتقادهای بسیاری را با خود همراه کرد؛ زیرا در نزدیکی آن گنبدی نمکی قرار داشت.» وی افزود «شرکت زیرمجموعه وزارت نیرو در دولت احمدی‌نژاد اعلام کرد که روی تپه نمکی نزدیک سد پتوی رسی کشیده می‌شود، تا مشکل حل شود. اما پتوی رسی فایده‌ای نداشت و حالا آب پشت سد به‌حدی شور شده که نمی‌توان برای آن کاری کرد.»
محمدعلی بنی‌هاشمی، عضو هیئت علمی و رئیس وقت مؤسسه آب دانشگاه تهران و متولی مطالعات علاج بخشی سد گتوند در یادداشتی می‌گوید: «پتوی رسی راهکاری بود که قبل از آبگیری به منظور کاهش نرخ انحلال و ورود نمک به مخزن سد (و رفع مشکل کیفیت آب برای رهاسازی بعد آبگیری اولیه سد) طراحی و اجرا شده بود. البته مشخص بود که این پتوی رسی از اول هم نمی‌توانسته به عنوان سازه‌ای با دوام طراحی شده باشد و طراحان می‌دانستند که تخریب می‌شود.»
شرکت مهندس مشاور مهاب قدست در پاسخ به ادعاها در مورد تخریب پتوی رسی بیان کرد که هدف از پتوی رسی که روی گنبد نمکی (معروف به عنبل) جلوگیری از حل شدن توده نمک نبوده و در واقع هدف مدیریت سرعت حل شدن نمک در دریاچه سد بود تا بعد از آبگیری که هنوز حجم آب داخل مخزن کم است، کیفیت آب رهاسازی شده برای پایین دست و کشاورزی مدیریت شود. توده نمکی زیر این پتو نیز بعداً به تدریج حل شد و زمین ۴۰۰ متر از این ۲۵۰۰ متر نشست کرد و بررسی‌های جدید (۱۰ سال بعد از بهره‌برداری) نشان داد که ورود نمک جدیدی بعد از آن رَصَد نشد و برنامه برای نمک حل شده در کف سد هم رهاسازی آن همراه سیلاب‌ها در هر سال است.
ناصر کامجو، کارشناس باسابقه مدیریت منابع آب کشور در نشستی تخصصی برای بررسی این سد می‌گوید: «همیشه گفتیم این (پتوی) رسی که ریختیم صرفاً برای مرحله اول آبگیری است که نرخ انحلال را کاهش دهیم؛ نه اینکه انحلالی صورت نگیرید. نرخ انحلال را کاهش دهیم تا بتوانیم مخزن را مدیریت کنیم و در روزهای اول بعد آبگیری رهاسازی آب داشته باشیم.»

#### از کار افتادن توربین‌ها به دلیل شوری
بعد از آبگیری سد ادعا می‌شد به دلیل شوری آب سد گتوند، توربین‌های آن زنگ زده و در نتیجه اهدافی که برای تولید برق برای این سد اعلام می‌شد تحقق نیافته و هزینه بی‌دلیل شده. شرکت مهندس مشاور مهاب قدس ضمن رد شایعه از کار افتادن توربین‌های سد به دلیل شوری بیان کرد که چهار توربین نوع فرانسیس سد گتوند به خوبی کار کرده‌اند، چرا که آب خروجی نیروگاه سد با هدایت الکتریکی حدود ۵۰۰ تا ۸۰۰ میکرو ماوس بر سانتی‌متر مربع (بسته به فصل) می‌باشد؛ لذا این کیفیت آب نزدیک به شرایط آب معدنی است و تا به امروز (مرداد ۱۴۰۱) توربین‌ها بدون هیچ مشکلی کار کرده‌اند.
رضازاده، مدیرعامل وقت شرکت توسعه منابع آب و نیروی ایران هم، دغدغه‌های فعالان محیط زیست را با عنوان «اعلام نگرانی برخی محافل» تعبیر کرد و گفت: «ما با یک ضریب اطمینان بالاتر از حد لازم فعالیت‌های کنترلی را با ایجاد پوششی روی این سازه و نیز با پر کردن حفره‌هایی که حتی فاصله زیادی هم از مخزن دارند، انجام می‌دهیم».

### نظرات دیگر در مورد مسائل زیست‌محیطی سد

دریاچه سد گتوند و پروژه جانبی پل کابلی لالی بر روی آن

شوری آب این رودخانه طی سالیان گذشته پیش از آبگیری، روندی نوسانی را در طی سال تجریه می‌کرده است. به‌طور متوسط آب شیرین با کیفیت EC بین ۷۰۰ تا ۲۷۰۰ با متوسط (شوری) ۹۰۰ میلی‌موس در آن جریان داشت و با آبگیری سد گتوند نمک موجود در رگه‌های نمکی پشت مخزن سد شروع به حل شدن در مخزن سد نمود. مقدار انحلال نمک در مخزن سد گتوند در سال ۱۳۹۱ به بیشینه ۶ میلیون تن رسید. این روند به تدریج کاهش یافته و در طی سال ۱۳۹۶ به ۲ میلیون تن کاهش داشته است. طی ۵ سال اول پس از آبگیری سد، حدود ۲۴ میلیون تن نمک در مخزن سد حل شده است که از این میزان ۱۷ میلیون تن از این سد خارج شده و وارد کارون شده است و هفت میلیون تن، نمکی است که در مخزن سد وجود دارد.
با حل شدن تدریجی رخنمون‌های نمک در سطح مواجه شده با آب مخزن در سال‌های اولیه (سال‌های ۹۱ تا ۹۵) لابه از مواد نامحلول باقی می‌ماند که روی نمک‌های زیرین را پوشانده است. در گذشته که لابه آب مخزن وجود نداشت، این لابه‌های مواد نامحلول در آب به همراه آب رودخانه و در طی بارش‌های جوی شسته شده و سبب نمایان شدن لایه‌های جدید نمک می‌شد، اما در حال حاضر به دلیل سکون آب مخزن سد امکان نمایان شدن رخنمون‌های جدید نمک وجود ندارد و این خود باعث بهبود چشمگیر کیفیت آب حتی نسبت به سال‌های پیش از آبگیری سد شده است.
کیفیت آب رودخانه کارون از سد شهید عباسپور به پایین دست حتی قبل از احداث سد گتوند نیز متأثر از سازند گچساران بوده است، به طوری که رودخانه کارون در مسیر خود، شش نقطه سازند گچساران را که حاوی میان لایه‌های نمکی است قطع می‌کند و رودخانه کارون به‌طور مدام میان لایه‌های نمکی را می‌شوید و کیفیت آب رودخانه را تغییر می‌دهد. به گونه‌ای که کیفیت آب رودخانه کارون قبل از آبگیری سد گتوند در دامنه ۲۷۰۰–۵۰۰ میکرو ماوس بر سانتی‌متر مربع نوسان داشته است. با این حال طبق مستندات موجود پس از آبگیری سد گتوند تنها یکبار EC آب خروجی از سد گتوند به مرز ۱۹۰۰ رسیده است به بیان دقیق تر حتی اگر از سد گتوند آب مقطر(EC صفر) نیز وارد رودخانه کارون شود به دلیل آلاینده‌های مجتمع‌های صنعتی بعد از سد گتوند، شوری آب در مقطع شهر اهواز به ۲۰۰۰ و در مقطع شهر خرمشهر به ۴۰۰۰ می‌رسد. براساس مطالعه‌های صورت گرفته دلیل اصلی شوری رودخانه کارون و البته آن هم بعد از سد گتوند، مجموعه‌های کشت و صنعت‌های نیشکر و صنایع وابسته به آن و نیز سایر آلوده کننده‌هایی هستند که آب را با کیفیت خوب از رودخانه می‌گیرند و از آنجا که زهکش‌های آنها بدون هیچ گونه تصفیه‌ای، به رودخانه کارون می‌ریزد املاح را به آب رودخانه می‌افزایند، صرف نظر از اینکه پساب فاضلاب خام شوش و اندیمشک نیز که پالایش نشده‌اند به کارون می‌ریزند و کیفیت آب را نامطلوب تر می‌کنند.
به گفته مهدی قمشی رئیس دانشکده علوم آب دانشگاه شهید چمران اهواز «خروجی (آب) از سال ۱۳۹۴ بهبود داشته به این دلیل که در بهره‌برداری از سد کنترل صورت گرفته و این امر به گونه است که از لایه‌های پایین سد خروجی انجام نمی‌شود و انتقال آب به بیرون از طریق لایه‌های بالا صورت می‌گیرد و تنها در بعضی اوقات شوری را از سد خارج می‌کنند. اما در حقیقت اگر بخواهیم بدانیم که چقدر از شوری کارون در منطقه اهواز مربوط به سد گتوند است اعتقاد دارم که ۱۲ درصد از افزایش آن برابر با ۲۹۰ میکروموس بر سانتی‌متر مربع متعلق به این سد است».
طبق برآورد اولیه هزینه‌های اجرای پروژه سد و پروژه‌های جانبی بالغ بر ۲۰۶۴/۳ میلیارد ریال بوده که از طریق منابع منابع عمومی، تسهیلات خارجی (فاینانس، وام و…)، سایر منابع (منابع داخلی، تسهیلات بانکی داخلی، اوراق مشارکت و…) تأمین گردیده است. نسبت فایده به هزینه (B/C) برابر ۲/۲ و نرخ بازگشت داخلی آن ۲۲ درصد می‌باشد. منافع حاصل از تولید برق متعلق به این طرح طی برآورد اولیه، درآمد سالانه بالغ بر ۴۰۳۸ میلیارد ریال (بر حسب هر کیلووات ساعت ۹۵۰ ریال) را بالغ می‌شود. به علاوه صرفه‌جویی حاصل از عدم مصرف سوخت‌های فسیلی در تولید برق سالانه ۱۷۵۹ میلیارد ریال و صرفه‌جویی حاصل از عدم تولید آلاینده‌ها در تولید برق سالانه ۶۸۸ میلیارد ریال منافع به همراه خواهد داشت.

## ویژگی‌های طرح
- بلندترین سد خاکی کشور
- دارای بزرگ‌ترین مخزن آبی بر روی رودخانه کارون
- دارای بیشترین میزان تولید انرژی برق آبی در میان نیروگاه‌های آبی کشور
- دارای بزرگ‌ترین تونل‌های انحراف و آب‌رسان کشور از لحاظ طول و سطح مقطع
- دارای سیستم آب‌بندی ترکیبی دیوار و پرده آب‌بند[۶۲]
- احداث یک دستگاه پل روی رودخانه کارون داخل کارگاه و یک مسیر جایگزین بانضمام پل کابلی بزرگ لالی جهت تردد وسائل نقلیه و عبور لوله‌های نفت و گاز
- احداث پل بر روی رودخانه کارون جهت تسهیل عبور و مرور مردم شهر گتوند
- طرح افزایش ارتفاع سد تنظیمی گتوند
- بهسازی بخشی از معابر شهری و روستایی منطقه[۶۲]

طرح سد و نیروگاه گتوند علیا در زمان ساخت و اجرا با به‌کارگیری نیروهای بومی تأثیر مهمی در اشتغال‌زائی در منطقه داشته و به‌طور مستقیم و می‌تواند در پیک کاری حدود ۱۰۰۰۰ نفر نیروی انسانی را مشغول به‌کار کند. همچنین با اجرای این طرح ظرفیت برق کشور به میزان ۲۰۰۰ مگاوات افزایش قابل ملاحظه‌ای خواهد یافت که این افزایش ظرفیت می‌تواند در تأمین برق صنعتی و خانگی کشور مؤثر واقع شود. علاوه بر آن منبع مهمی از نظر ذخیره آب ایجاد خواهد شد که حدود ۴/۵ میلیارد متر مکعب حجم این منبع تأثیر فوق‌العاده‌ای بر رشد صنایع مرتبط با آب به ویژه پرورش آبزیان و آب‌رسانی به زمین‌های کشاورزی و به‌طور غیر مستقیم با ایجاد جاذبه‌های طبیعی نقش عمده‌ای را در جذب گردشگران به منطقه ایفا خواهد نمود. در مجموع مهم‌ترین موارد تأثیرها اقتصادی، اجتماعی و فرهنگی:
- افزایش پتانسیل برق کشور
- رشد صنعت و تکنولوژی انرژی برق‌آبی
- افزایش قدرت عمل و ارتقاء مشاوران و پیمانکاران داخلی
- فعال کردن کارخانه‌های سازنده تجهیزات انرژی
- ارتقاء جایگاه بین‌المللی کشور از طریق ارتقاء صنعت برق آبی
- ایجاد منبع بزرگ آبی جهت استفاده و بهره‌برداری‌های مختلف از قبیل تأمین آب آشامیدنی، آبیاری زمین‌های کشاورزی، گسترش صنعت ماهیگیری و …
- ایجاد اطمینان در زمین‌های پائین‌دست و کنترل آب رودخانه
- اشتغال‌زائی
- محرومیت‌زدائی غیر مستقیم از طریق رشد منابع برق کشور
- ایجاد جاذبه‌های گردشگری

#### سازند گچساران در دریاچه سد
سازند گچساران متشکل از گچ، نمک، انیدریت، مارن‌های رنگارنگ، سنگ آهک، شیل بیتومین دار و ترکیبات سیلویت است. رودخانه کارون از محل سد مسجد سلیمان تا محل سد تنظیمی گتوند در ۶ نقطه سازند گچساران را قطع می‌کند. بخشی از سازند گچساران که لنزهای نمکی در سطح دیده می‌شود بخش بیرون زدگی عنبل است که در حدود ۴ تا ۴٫۵ کیلومتر بالاتر از محور سد گتوند در حاشیه دریاچه سد قرار دارد.

## نگارخانه

دریاچه سد گتوند و پل لالی بر روی دریاچه.
پل کابلی لالی به‌عنوان پروژه جانبی سد گتوند بر روی دریاچه آن
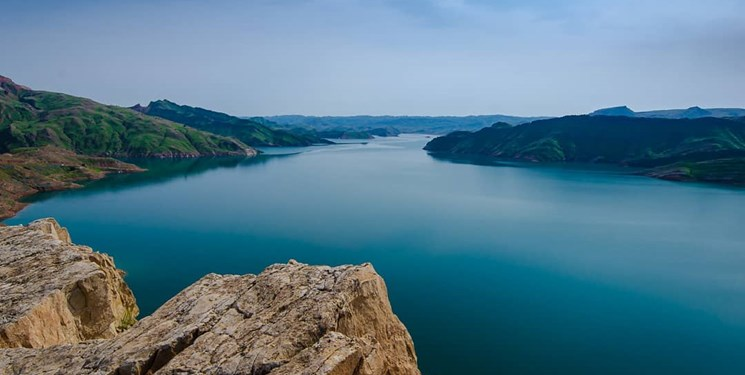
دریاچه پشت سد گتوند
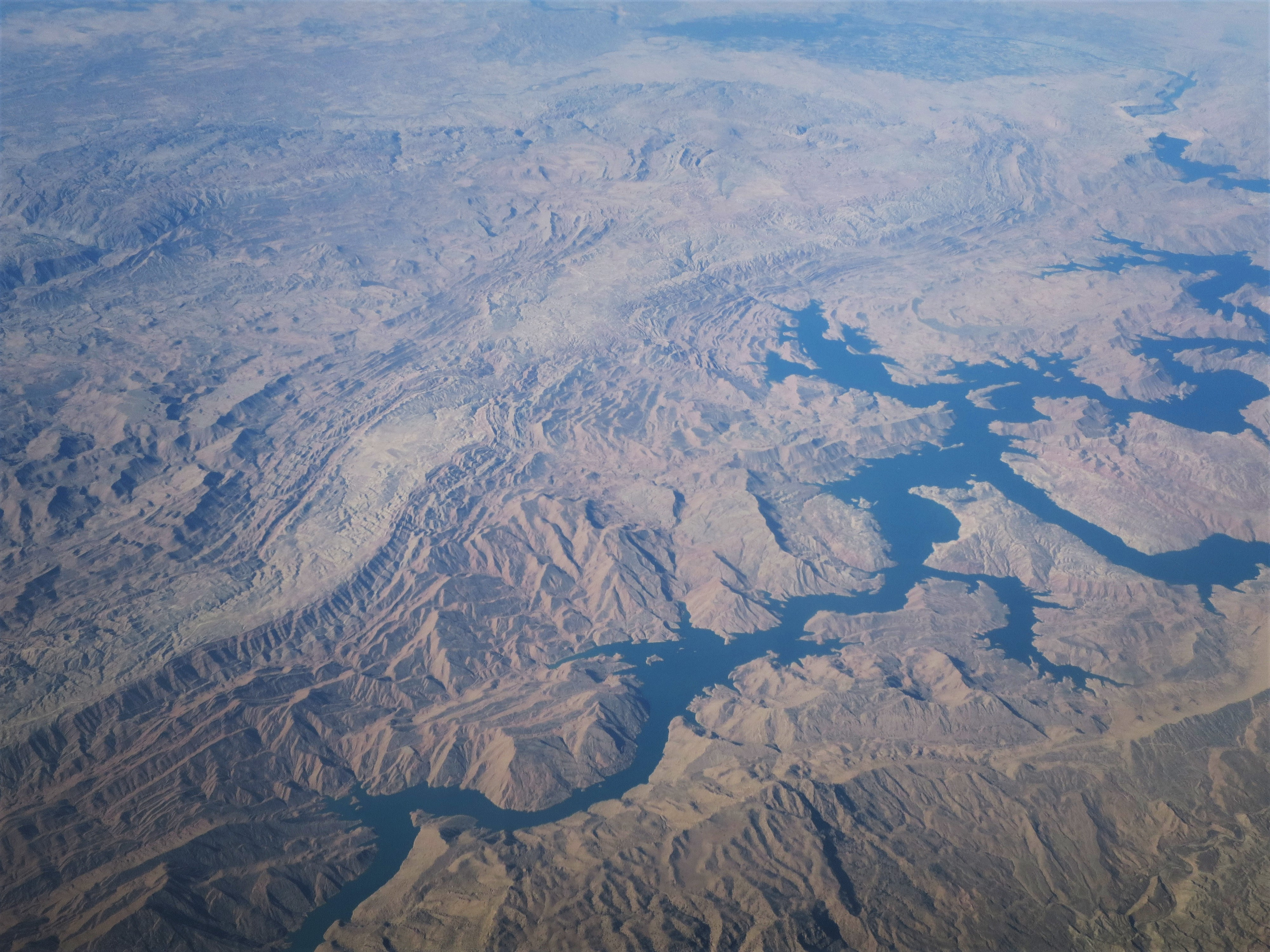
طول مخزن سد گتوند ۹۰ کیلومتر و ساحل دریاچه آن ۳۰۰ کیلومتر است

## اطلاعات فنی
| مشخصات کلی نیروگاه                                | مشخصات کلی نیروگاه                          | مشخصات کلی نیروگاه                          |
| ------------------------------------------------- | ------------------------------------------- | ------------------------------------------- |
| نوع نیروگاه                                       | روزمینی                                     | روزمینی                                     |
| انرژی متوسط سالیانه                               | ۴۵۰۰ گیگاوات ساعت                           | ۴۵۰۰ گیگاوات ساعت                           |
| ظرفیت نیروگاه                                     | ۲۰۰۰ مگاوات                                 | ۲۰۰۰ مگاوات                                 |
| ابعاد نیروگاه                                     | ارتفاع                                      | ۶۰ متر                                      |
| ابعاد نیروگاه                                     | عرض                                         | ۵۰ متر                                      |
| ابعاد نیروگاه                                     | طول                                         | ۲۰۰ متر                                     |
| تعداد واحد                                        | ۸ واحد ۲۵۰ مگاواتی                          | ۸ واحد ۲۵۰ مگاواتی                          |
| حجم حفاری                                         | ۳ میلیون متر مکعب                           | ۳ میلیون متر مکعب                           |
| حجم بتن‌ریزی                                       | ۳۰۰هزار متر مکعب                            | ۳۰۰هزار متر مکعب                            |
| مشخصات توربین                                     |                                             |                                             |
| نوع توربین                                        | فرانسیس با محور عمودی                       | فرانسیس با محور عمودی                       |
| سرعت چرخش                                         | ۱۸۷/۵ دور در دقیقه                          | ۱۸۷/۵ دور در دقیقه                          |
| حداکثر راندمان توربین در حد نرمال                 | ۹۶٪                                         | ۹۶٪                                         |
| هد نرمال بهره‌برداری                               | ۱۴۱ متر                                     | ۱۴۱ متر                                     |
| قدرت تولیدی در هد نرمال                           | ۲۵۴ مگاوات                                  | ۲۵۴ مگاوات                                  |
| دبی طراحی برای هر واحد                            | ۱۹۳ متر مکعب در ثانیه                       | ۱۹۳ متر مکعب در ثانیه                       |
| وزن قطعات گردان                                   | هر واحد ۵۰۰ تن                              | هر واحد ۵۰۰ تن                              |
| مشخصات شیر ورودی نیروگاه                          |                                             |                                             |
| نوع                                               | پروانه‌ای                                    | پروانه‌ای                                    |
| قطر                                               | ۵/۶ به ۵/۳ متر                              | ۵/۶ به ۵/۳ متر                              |
| تعداد                                             | ۴ دستگاه (بدون احتساب طرح توسعه)            | ۴ دستگاه (بدون احتساب طرح توسعه)            |
| وزن کل قطعات                                      | ۲۰۴ تن                                      | ۲۰۴ تن                                      |
| مشخصات جرثقیل اصلی نیروگاه                        |                                             |                                             |
| نوع                                               | سقفی                                        | سقفی                                        |
| تعداد                                             | ۲ دستگاه                                    | ۲ دستگاه                                    |
| دهانه                                             | ۲۵ متر                                      | ۲۵ متر                                      |
| ظرفیت                                             | ۳۰۰ تن                                      | ۳۰۰ تن                                      |
| مشخصات ژنراتور                                    |                                             |                                             |
| نوع                                               | سنکرون با محور عمودی                        | سنکرون با محور عمودی                        |
| تعداد                                             | ۴ دستگاه (بدون احتساب طرح توسعه)            | ۴ دستگاه (بدون احتساب طرح توسعه)            |
| وزن قطعات گردان                                   | هر واحد ۵۴۷ تن                              | هر واحد ۵۴۷ تن                              |
| ولتاژ نامی                                        | ۱۵/۷۵ کیلوولت                               | ۱۵/۷۵ کیلوولت                               |
| قدرت خروجی نامی (هر واحد)                         | MVA ۲۷۸                                     | MVA ۲۷۸                                     |
| قدرت خروجی حداکثر (هر واحد)                       | MVA ۲۹۷/۵                                   | MVA ۲۹۷/۵                                   |
| فرکانس نامی                                       | ۵۰ هرتز                                     | ۵۰ هرتز                                     |
| تعداد قطب‌ها                                       | ۳۲                                          | ۳۲                                          |
| مشخصات ترانسفورماتور اصلی (بدون احتساب طرح توسعه) |                                             |                                             |
| تعداد                                             | ۱۳ دستگاه (۱۲ دستگاه اصلی و یک دستگاه یدکی) | ۱۳ دستگاه (۱۲ دستگاه اصلی و یک دستگاه یدکی) |
| نوع                                               | تک فاز                                      | تک فاز                                      |
| قدرت نامی                                         | ۱۰۰ مگاولت آمپر (تک فاز)                    | ۱۰۰ مگاولت آمپر (تک فاز)                    |
| ولتاژ نامی اولیه                                  | KV ۱۵/۷                                     | KV ۱۵/۷                                     |
| ولتاژ نامی ثانویه                                 | KV ۴۱۰                                      | KV ۴۱۰                                      |
| سیستم خنککننده                                    | OFWF                                        | OFWF                                        |
| خروجی نیروگاه                                     |                                             |                                             |
| تعداد دریچه‌ها                                     | ۴ عدد (بدون احتساب طرح توسعه)               | ۴ عدد (بدون احتساب طرح توسعه)               |
| ابعاد                                             | عرض                                         | ۸/۵ متر                                     |
| ابعاد                                             | ارتفاع                                      | ۵ متر                                       |
| وزن هر دریچه و قطعات مدفون                        | ۱۰۰ تن                                      | ۱۰۰ تن                                      |
| ظرفیت جرثقیل                                      | ۳۰ تن                                       | ۳۰ تن                                       |
| ارتفاع بالابری جرثقیل                             | ۴۰ متر                                      | ۴۰ متر                                      |
| پانویس                                            |                                             |                                             |